# Clara Lerby
Clara Lerby (født 8. maj 1999 i Trelleborg, Sverige) er en kvindelig svensk håndboldspiller som spiller for den danske ligaklub Nykøbing Falster Håndboldklub og Sveriges kvindehåndboldlandshold.
Hun har tidligere spillet for Lugi HF og EH Aalborg. I sæsonen 2023/24 blev hun kåret som Årets Kvindelige 1. Divisionsspiller i Danmark. 